# Низа (персонаж)
Низа — второстепенный персонаж романа «Мастер и Маргарита» Михаила Булгакова. Жительница Ершалаима, очень красивая замужняя женщина, в которую влюблён Иуда из Кириафа.
По мнению Кураева, приведённому им в книге «„Мастер и Маргарита“: За Христа или против?», отношения в паре Низа и Иуда имеют параллель в линии Маргарита — Мастер:
Так Низа выдала Иуду. […] Иуду Низа уводит от пасхальной трапезы. Маргарита Мастера уводит из пасхальной Москвы. Безвольно идёт Иуда («ноги сами без его воли вынесли его из подворотни вон»). Безвольно следует за Маргаритой Мастер. Иуду ведут в сад (Гефсиманский). И Мастера ведут туда же. Через поток переводит Низа Иуду. Через ручей Маргарита ведёт Мастера к «вечному дому». Кстати, в Палестине «вечным домом» называли могилу…

## Описание персонажа
Низа — замужняя молодая женщина. Встречаясь с Иудой, изменяет супругу.
Дома живёт старая служанка, доносящая о Низе хозяину дома.
Отрывочные детали описания Низы дают понимание, что она не иудейка, скорее гречанка: живёт на Греческой улице; Афраний говорит с ней по-гречески, не на латыни, языке Империи; женщина спрашивает иудея Иуду из Кириафа: «У вас праздник, а что же прикажешь делать мне?»

## Роль в сюжете
По распоряжению Афрания, начальника тайной стражи при прокураторе Иудеи Понтии Пилате, Низа заманивает Иуду за город, на свидание в Гефсиманию, за Кедрон, где приводит к рукам убийц, нанятых Афранием.
Есть предположение, исходя из текста, что Низа — тайная осведомительница Афрания.

## Происхождение персонажа
Низа и низ не случайно созвучны: Низа жила в Нижнем Городе (как и Иуда). «Низ» противопоставлен концепту «верх» (дворец Ирода находится на возвышенности, на
вершине холма казнят осуждённых) (Григоренко 2010), то есть нижнее место греха противопоставляется горнему месту наказания. Иуду убивают возле грота, по дороге мимо масличного жома вверх. «Дорога вела в гору, Иуда подымался, тяжело дыша…»

## Образ Низы в кинематографе
| Название           | Страна         | Год  | Режиссёр        | В роли Низы          | Примечания |
| ------------------ | -------------- | ---- | --------------- | -------------------- | ---------- |
| Мастер и Маргарита | Польша         | 1988 | Мацей Войтышко  | Адрианна Беджиньская | телефильм  |
| Инцидент в Иудее   | Великобритания | 1991 | Пол Брайерс     | Розалинд Беннет      |            |
| Мастер и Маргарита | Россия         | 1994 | Юрий Кара       | Ирина Кара           |            |
| Мастер и Маргарита | Россия         | 2005 | Владимир Бортко | Росина Цидулко       | телесериал |